# John Surman
John Surman (* 30. srpna 1944 Tavistock) je britský jazzový saxofonista, klarinetista a hudební skladatel. Začínal počátkem šedesátých let v kapele klavíristy Mikea Westbrooka. V roce 1966 hrál s kvintetem klavíristy Petera Lemera a později doprovázel například kontrabasistu Grahama Colliera a bluesového kytaristu Alexise Kornera. V roce 1969 vydal na značce Deram Records své první album kombinující jazz s karibskými prvky. Později vydal řadu dalších alb a spolupracoval s dalšími hudebníky, mezi které patří Miroslav Vitouš, Gary Peacock, John McLaughlin, Paul Bley nebo Jack DeJohnette.